# Porcellio latus
Porcellio latus là một loài chân đều trong họ Porcellionidae. Loài này được Uljanin miêu tả khoa học năm 1875.